# Verwaltungsgliederung der Oblast Murmansk

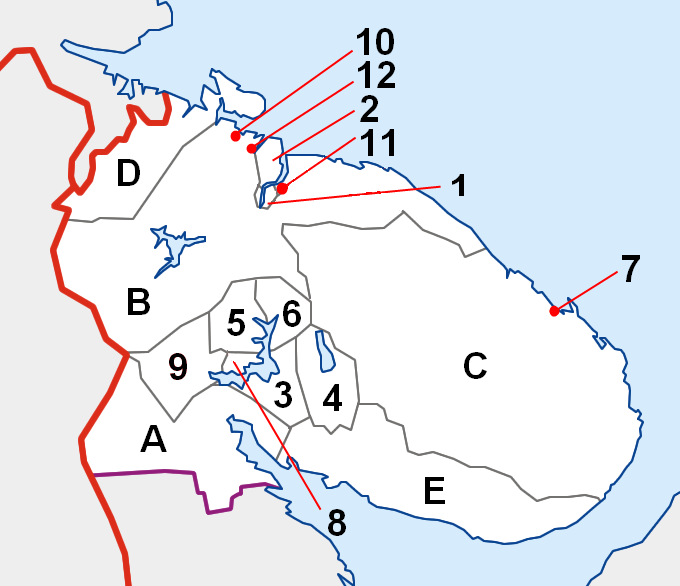
Verwaltungsgliederung der Oblast Murmansk

Die Oblast Murmansk im Föderationskreis Nordwestrussland der Russischen Föderation gliedert sich in 5 Rajons und 12 Stadtkreise. Den Rajons sind insgesamt 13 Stadt- und 10 Landgemeinden unterstellt (Stand: 2010).
Die folgenden Tabellen zeigen eine Übersicht über die Stadtkreise und Rajons der Oblast Murmansk. Bei den mit SATO gekennzeichneten Stadtkreisen, einschließlich der zugehörigen Ortschaften, handelt es sich um Geschlossene administrativ-territoriale Gebilde.

## Stadtkreise
| [ 1 ] | Stadtkreis          | Einwohner | Fläche (km²) | Bevölkerungs- dichte (Ew./km²) | Stadt- bevölkerung | Land- bevölkerung | Weitere Ortschaften                  |
| ----- | ------------------- | --------- | ------------ | ------------------------------ | ------------------ | ----------------- | ------------------------------------ |
| 1     | Murmansk            | 309.362   | 151          | 2048,8                         | 309.362            | –                 |                                      |
| 2     | Alexandrowsk (SATO) | 46.622    | ?            | ?                              | 43.623             | 2.999             | Gadschijewo, Poljarny, Sneschnogorsk |
| 3     | Apatity             | 61.268    | 2.293        | 26,7                           | 61266              | 2                 |                                      |
| 4     | Kirowsk             | 32.504    | 3.850        | 8,4                            | 29.844             | 2.660             |                                      |
| 5     | Montschegorsk       | 50.946    | 2.685        | 19,0                           | 47.612             | 3.334             |                                      |
| 6     | Olenegorsk          | 31.579    | 1.870        | 16,9                           | 22.010             | 9.569             |                                      |
| 7     | Ostrownoi (SATO)    | 4.129     | 76           | 54,3                           | 4.032              | 97                |                                      |
| 8     | Poljarnyje Sori     | 18.040    | 1.045        | 17,3                           | 15.249             | 2.791             |                                      |
| 9     | Rajon Kowdor        | 21.718    | 3.750        | 5,8                            | 18.777             | 2.941             | Kowdor                               |
| 10    | Saosjorsk (SATO)    | 13.527    | 516          | 26,2                           | 13.527             | –                 |                                      |
| 11    | Seweromorsk (SATO)  | 73.817    | 480          | 153,8                          | 68.592             | 5.225             | Safonowo                             |
| 12    | Widjajewo (SATO)    | 7.146     | 77           | 92,8                           | –                  | 7.146             |                                      |

## Rajons
| [ 1 ] | Rajon        | Einwohner | Fläche (km²) | Bevölkerungs- dichte (Ew./km²) | Stadt- bevölkerung | Land- bevölkerung | Verwaltungssitz | Weitere Ortschaften                                          | Anzahl Stadt- gemeinden | Anzahl Land- gemeinden |
| ----- | ------------ | --------- | ------------ | ------------------------------ | ------------------ | ----------------- | --------------- | ------------------------------------------------------------ | ----------------------- | ---------------------- |
| A     | Kandalakscha | 54.299    | 14.410       | 3,8                            | 42.760             | 11.539            | Kandalakscha    | Selenoborski                                                 | 2                       | 2                      |
| B     | Kola         | 48.787    | 27.584       | 1,8                            | 36.656             | 12131             | Kola            | Kildinstroi, Molotschny, Murmaschi, Tumanny, Werchnetulomski | 6                       | 5                      |
| C     | Lowosero     | 12.707    | 52.978       | 0,2                            | 9.344              | 3.363             | Lowosero        | Rewda                                                        | 1                       | 1                      |
| D     | Petschenga   | 44.091    | 8700         | 5,1                            | 35.118             | 8.973             | Nikel           | Petschenga, Sapoljarny                                       | 3                       | 1                      |
| E     | Terski       | 6.130     | 19.410       | 0,3                            | 5.356              | 774               | Umba            |                                                              | 1                       | 1                      |

Anmerkungen:
1. 1 2  Nummer des Rajons in der Karte
2. 1 2  Einwohnerzahlen vom 1. Januar 2010 (Berechnung)
3. 1 2  Siedlungen städtischen Typs bzw. Stadtgemeinden